# منتخب سنغافورة لكرة السلة للسيدات
منتخب سنغافورة لكرة السلة للسيدات هو ممثل سنغافورة الرسمي في المنافسات الدولية في كرة السلة للسيدات .